# Åhus
 Ikke at forveksle med Aarhus.
Åhus er en by med 9.423 indbyggere (2010) i Kristianstads kommune, Skåne Län, Sverige.
Byen ligger ved Helge ås udmunding på Skånes østkyst. Her havde ærkebiskop Eskil i 1100-talet anlagt en borg, og rundt om denne voksede med tiden en by op, som fik et dominikanerkloster med Danmarks første højskole (et berømt præsteseminarium)[kilde mangler], et hospital og mindst to kirker. Allerede i 1027 er Åhus omtalt i historien i forbindelse med slaget ved Helgeå, hvor Knud den Store besejrede svenskeren Anund Jacob og nordmanden Olaf den Hellige. I 1149 oplyses, at Åhus er en købstad.
Åhus blev ligesom Væ uafbrudt genstand for svenskernes plyndringstogter. Åhus' skæbne blev beseglet gennem svenskekongen Gustav II Adolfs hærgningstogt, hvor store dele af det østlige Skåne blev lagt i ruiner. Christian IV anså stedet for uegnet til en fæstning, og selvom byen blev genopbygget, efter at svenskerne under den Nordiske Syvårskrig havde lagt den og dens slot i grus og aske, fik den frataget sine købstadsrettigheder og måtte finde sig i at overlade bygningsmateriale til den nye fæstningsby Christianstad fra bl.a. kirkerne og borgen.
I 1720'erne begyndte man at dyrke tobak ved Åhus. Dyrkningen ophørte i midten af 1960'erne. I dag er Åhus centrum for det skånske ålefiskeri og et populært turiststed om sommeren med bl.a. sine lange hvide strande og ålegilder. Åhus er også stedet hvor den verdensberømte Absolut Vodka bliver fremstillet.